# Аккуаформоза
Аккуаформоза (італ. Acquaformosa, сиц. Acquafurmusa) — муніципалітет в Італії, у регіоні Калабрія,  провінція Козенца.
Аккуаформоза розташована на відстані близько 390 км на південний схід від Рима, 105 км на північний захід від Катандзаро, 50 км на північ від Козенци.
Населення — 1132 особи (2014).

## Демографія
Населення за роками:

Станом на 1 січня 2023 року в муніципалітеті офіційно проживало 105 іноземців з 18 країн, серед них 1 громадянин України.

## Сусідні муніципалітети
- Альтомонте
- Лунгро
- Сан-Донато-ді-Нінеа